# Håkan Lösnitz
Klas Håkan Lösnitz, född 11 juni 1964 i Torslanda församling, Göteborgs och Bohus län, är en sverigedemokratisk politiker i Västra Götalandsregionen, där han sedan oktober 2018 är regionråd. Han är Sverigedemokraternas gruppledare i regionfullmäktige sedan oktober 2022. Han sitter även som ersättare i SKRs styrelse.
Håkan Lösnitz har tidigare arbetat som simultantolk på thailändska och engelska.